# Paterno de Braga
Paterno (em latim: Paternus, Patruinus ou Patronus - 24 de março de 407) foi um prelado da Galécia, que se tornou bispo de Braga. É o mais antigo dos bispos de Braga dos quais existe comprovação histórica da sua existência.

## Biografia
Nasceu na Galécia, filho de pais cristãos, ricos e nobres. Estudou letras e humanidades. Era amigo de Ambrósio, bispo de Milão e de Símaco, que fazia parte do senado. Foi nomeado bispo de Braga pelo priscilianistas, tal como outros bispos da região, entre 387 e 388. Seu nome seria confirmado no Concílio de Toledo de 400, quando renunciou ao priscilianismo. Fez realizar concílio em Águas Celenas.
Em 405, preside um concílio nacional em Toledo, em que condena o priscilianismo, ainda muito presente na região. Durante este concílio, o bispo de Ravena, Exuperâncio, tentou obter a primazia da Itália sobre a Diocese de Milão. Dessa forma, decretou-se que o bispo de Braga, presidindo o concílio, era o primaz das Hespanhas.
Veio a falecer durante a prelazia, provavelmente em 24 de março de 407.